# Nedbank Cup
Der Nedbank Cup ist ein südafrikanischer Fußball-Pokalwettbewerb, welcher im K.-o.-System ausgetragen wird. Der Wettbewerb wurde erstmals 1971 unter dem Namen Life Challenge Cup ausgetragen und trug seitdem verschiedene Titel. Seit 2008 funktioniert die Nedbank als Sponsor und Namensträger für den Wettbewerb.

## Modus
Nach dem derzeitigen Format nehmen die 16 Vereine der Premier Division, acht Mannschaften der National First Division (NFD) sowie acht Mannschaften aus dem Amateurbereich an der Hauptauslosung der letzten 32 Mannschaften teil. Die Premier Division-Teams nehmen automatisch an der Hauptauslosung teil, während die NFD-Vereine ein einziges Qualifikationsspiel gegen andere NFD-Vereine bestreiten müssen. Die Amateurmannschaften durchlaufen eine Reihe von Qualifikationsturnieren, um sich für das Hauptfeld zu qualifizieren.
Ab der Runde der letzten 32 sind die Mannschaften nicht mehr gesetzt, und die zuerst ausgelosten Mannschaften haben Heimvorteil. Im Turnier gibt es keine Wiederholungen mehr, und alle Spiele, die nach 90 Minuten unentschieden enden, werden mit einer 30-minütigen Verlängerung und gegebenenfalls einem Elfmeterschießen entschieden.
Der Sieger des Nedbank Cup qualifiziert sich für den CAF Confederation Cup und erhält ein Preisgeld von sieben Millionen Rand (2020).

## Sieger

### Endspiele
| Jahr | Sieger                          | Ergebnis                  | Finalist               | Turniername              |
| ---- | ------------------------------- | ------------------------- | ---------------------- | ------------------------ |
| 1971 | Kaizer Chiefs                   | 2:2, 2:1                  | Orlando Pirates        | Life Challenge Cup       |
| 1972 | Kaizer Chiefs                   | 4:1                       | Zulu Royals            | Life Challenge Cup       |
| 1973 | Orlando Pirates                 | 5:2                       | Zulu Royals            | Life Challenge Cup       |
| 1974 | Orlando Pirates                 | 1:0                       | AmaZulu FC             | Life Challenge Cup       |
| 1975 | Orlando Pirates                 | 2:1                       | Kaizer Chiefs          | Life Challenge Cup       |
| 1976 | Kaizer Chiefs                   | 1:0                       | Orlando Pirates        | Benson and Hedges Trophy |
| 1977 | Kaizer Chiefs                   | 1:0                       | Orlando Pirates        | Benson and Hedges Trophy |
| 1978 | Wits University                 | 3:2                       | Kaizer Chiefs          | Mainstay Cup             |
| 1979 | Kaizer Chiefs                   | 3:3, 2:0                  | Highlands Park FC      | Mainstay Cup             |
| 1980 | Orlando Pirates                 | 3:2                       | Moroka Swallows        | Mainstay Cup             |
| 1981 | Kaizer Chiefs                   | 1:1, 3:1                  | Orlando Pirates        | Mainstay Cup             |
| 1982 | Kaizer Chiefs                   | 2:1                       | African Wanderers      | Mainstay Cup             |
| 1983 | Moroka Swallows                 | 1:0                       | Witbank Black Aces     | Mainstay Cup             |
| 1984 | Kaizer Chiefs                   | 1:0                       | Orlando Pirates        | Mainstay Cup             |
| 1985 | Bloemfontein Celtic             | 2:1                       | African Wanderers      | Mainstay Cup             |
| 1986 | Mamelodi Sundowns               | 1:0                       | Jomo Cosmos            | Mainstay Cup             |
| 1987 | Kaizer Chiefs                   | 1:0                       | AmaZulu FC             | Mainstay Cup             |
| 1988 | Orlando Pirates                 | 0:0, 2:1                  | Kaizer Chiefs          | Bob Save Superbowl       |
| 1989 | Moroka Swallows                 | 1:1, 5:1                  | Mamelodi Sundowns      | Bob Save Superbowl       |
| 1990 | Jomo Cosmos                     | 1:0                       | AmaZulu FC             | Bob Save Superbowl       |
| 1991 | Moroka Swallows                 | 2:1                       | Jomo Cosmos            | Bob Save Superbowl       |
| 1992 | Kaizer Chiefs                   | 2:1                       | Jomo Cosmos            | Bob Save Superbowl       |
| 1993 | Witbank Black Aces              | 1:0                       | Kaizer Chiefs          | Bob Save Superbowl       |
| 1994 | Vaal Professionals              | 1:0                       | Qwa Qwa Stars          | Bob Save Superbowl       |
| 1995 | Cape Town Spurs                 | 3:0                       | Pretoria City          | Bob Save Superbowl       |
| 1996 | Orlando Pirates                 | 1:0                       | Jomo Cosmos            | Bob Save Superbowl       |
| 1997 | Nicht ausgetragen               | Nicht ausgetragen         | Nicht ausgetragen      | Nicht ausgetragen        |
| 1998 | Mamelodi Sundowns               | 1:1, 1:1 n. V.; 6:5 i. E. | Orlando Pirates        | Bob Save Superbowl       |
| 1999 | Supersport United               | 2:1                       | Kaizer Chiefs          | Bob Save Superbowl       |
| 2000 | Kaizer Chiefs                   | 1:0                       | Mamelodi Sundowns      | Bob Save Superbowl       |
| 2001 | Santos Cape Town                | 1:0                       | Mamelodi Sundowns      | Bob Save Superbowl       |
| 2002 | Nicht ausgetragen               | Nicht ausgetragen         | Nicht ausgetragen      | Nicht ausgetragen        |
| 2003 | Santos Cape Town                | 2:0                       | Ajax Cape Town         | ABSA Cup                 |
| 2004 | Moroka Swallows                 | 3:1                       | Manning Rangers        | ABSA Cup                 |
| 2005 | Supersport United               | 1:0                       | Wits University        | ABSA Cup                 |
| 2006 | Kaizer Chiefs                   | 0:0 n. V.; 5:3 i. E.      | Orlando Pirates        | ABSA Cup                 |
| 2007 | Ajax Cape Town                  | 2:0                       | Mamelodi Sundowns      | ABSA Cup                 |
| 2008 | Mamelodi Sundowns               | 1:0                       | Mpumalanga Black Aces  | Nedbank Cup              |
| 2009 | Moroka Swallows                 | 1:0                       | Pretoria University FC | Nedbank Cup              |
| 2010 | Wits University                 | 3:0                       | AmaZulu FC             | Nedbank Cup              |
| 2011 | Orlando Pirates                 | 3:1                       | Black Leopards         | Nedbank Cup              |
| 2012 | Supersport United               | 2:0                       | Mamelodi Sundowns      | Nedbank Cup              |
| 2013 | Kaizer Chiefs                   | 1:0 n. V.                 | Supersport United      | Nedbank Cup              |
| 2014 | Orlando Pirates                 | 3:1                       | Wits University        | Nedbank Cup              |
| 2015 | Mamelodi Sundowns               | 0:0 n. V.; 4:3 i. E.      | Ajax Cape Town         | Nedbank Cup              |
| 2016 | Supersport United               | 3:2                       | Orlando Pirates        | Nedbank Cup              |
| 2017 | Supersport United               | 4:1                       | Orlando Pirates        | Nedbank Cup              |
| 2018 | Free State Stars                | 1:0                       | Maritzburg United FC   | Nedbank Cup              |
| 2019 | TS Galaxy                       | 1:0                       | Kaizer Chiefs          | Nedbank Cup              |
| 2020 | Mamelodi Sundowns               | 1:0                       | Bloemfontein Celtic    | Nedbank Cup              |
| 2021 | Tshakhuma Tsha Madzivhandila FC | 1:0                       | Chippa United          | Nedbank Cup              |
| 2022 | Mamelodi Sundowns               | 2:1 n. V.                 | Marumo Gallants        | Nedbank Cup              |
| 2023 | Orlando Pirates                 | 2:1                       | Sekhukhune United      | Nedbank Cup              |
| 2024 | Orlando Pirates                 | 2:1                       | Mamelodi Sundowns      | Nedbank Cup              |

### Titel nach Mannschaft
| Klub                             | Siege | Jahr(e)                                                                            |
| -------------------------------- | ----- | ---------------------------------------------------------------------------------- |
| Kaizer Chiefs                    | 14    | 1971, 1972, 1976, 1977, 1979, 1981, 1982, 1984, 1987, 1992, 2000, 2006, 2013, 2025 |
| Orlando Pirates                  | 10    | 1973, 1974, 1975, 1980, 1988, 1996, 2011, 2014, 2023, 2024                         |
| Mamelodi Sundowns                | 6     | 1986, 1998, 2008, 2015, 2020, 2022                                                 |
| Moroka Swallows                  | 5     | 1983, 1989, 1991, 2004, 2009                                                       |
| Supersport United                | 5     | 1999, 2005, 2012, 2016, 2017                                                       |
| Bidvest Wits (Wits University)   | 2     | 1978, 2010                                                                         |
| Santos Cape Town                 | 2     | 2001, 2003                                                                         |
| Jomo Cosmos                      | 1     | 1990                                                                               |
| Mpumalanga Black Aces            | 1     | 1993                                                                               |
| Ajax Cape Town                   | 1     | 2007                                                                               |
| Free State Stars (Qwa Qwa Stars) | 1     | 2018                                                                               |
| TS Galaxy                        | 1     | 2019                                                                               |
| Bloemfontein Celtic              | 1     | 1985                                                                               |
| Vaal Professionals               | 1     | 1994                                                                               |
| Cape Town Spurs                  | 1     | 1995                                                                               |
| Tshakhuma Tsha Madzivhandila FC  | 1     | 2021                                                                               |